# Wilfred Rhodes
Wilfred Rhodes, né le 29 octobre 1877 et mort le 8 juillet 1973, était un joueur professionnel anglais de cricket qui a joué 58 matchs de Test cricket pour l'Angleterre entre 1899 et 1930, achevant sa carrière internationale à 52 ans. Il fait partie de l'ICC Cricket Hall of Fame et détient le record du plus grand nombre de guichets pris en rencontres « first-class ».
Son association avec Jack Hobbs en équipe d'Angleterre est l'une des plus fructueuses de l'histoire du cricket.